# Курбатов, Владислав Андреевич
Владислав Андреевич Курбатов (род. 23 сентября 1997, Санкт-Петербург, Россия) — российский хоккейный нападающий.

## Биография
Родился 9 сентября 1997 года в Санкт-Петербурге.
Воспитанник ХК «Варяги». Впервые в молодежной хоккейной лиге сыграл за «СКА-Варяги» в 2015 году. В 2018 году перешел в «СКА-Неву» в ВХЛ. В 2020 году перешел в «Сочи».